# Esteban González Pons
Esteban González Pons (València, 1964) és un advocat i polític valencià, diputat a les Corts Valencianes, al Parlament Europeu, al Congrés dels Diputats i Senador.

## Biografia
Llicenciat en dret i doctorat en dret constitucional a la Universitat de València el 1990. Militant del Partit Popular, ha estat escollit senador per la Circumscripció electoral de València a les eleccions generals espanyoles de 1993, 1996 i 2000. Va presidir la Comissió d'Internet en el Senat 1998-1999. Va ser Portaveu del Grup Popular en el Senat 1999-2003.
En 2003 renúncia al seu escó en el Senat en ser nomenat conseller de Cultura, Educació i Esport al govern valencià de Francisco Camps. En 2004 és nomenat Conseller de Relacions Institucionals i Comunicació, càrrec que compagina amb el de portaveu del Govern valencià. En 2006 passa a ocupar-se de Territori i Habitatge. És elegit diputat a les eleccions a les Corts Valencianes de 2007 i passa a ser portaveu del PP en la cambra, però abandona el seu escó per encapçalar la llista del PP per la província de València a les eleccions generals espanyoles de 2008.
En 2008 és elegit diputat nacional per la circumscripció de València, i després del XVI Congrés del PP, celebrat en aquesta mateixa ciutat, és nomenat sotssecretari general de Comunicació del PP.
En 2011 repeteix com a diputat nacional i cap de llista per la circumscripció de València. Va ser nomenat sotssecretari general d'Estudis i Programes al XVII Congrés del Partit Popular que es va celebrar a Sevilla el febrer de 2012.
A les eleccions europees de 2014 fou designat número dos de la llista del PP, fou elegit eurodiputat i nomenat vicepresident del Grup del PPE i portaveu adjunt de la delegació del PP en el Parlament Europeu.

## Obres
- Camisa Blanca, editorial Rufaza Show (2011)
- Tarde de Paseo, Editorial Imprenta Romeu (2015)